# 켈미
켈미(Kelme)는 스페인의 스포츠 의류, 용품 제조 회사이다. 1963년 디에고와 호세 퀼레스가 설립하였다.
2010년부터 2011년까지 K리그 경남 FC를 후원하였으며, 2012년부터 K리그 전남 드래곤즈를 후원한다.
1.켈미(Kelme)는 스페인의 스포츠 의류, 용품 제조 회사이다. JOMA와 함께 스페인을 대표하는 스포츠 브랜드이다.
KELME의 경영 모델:
2.축구 및 대규모 그룹 구매를 중심으로 한 사업 운영 모델로 정부 기관, 기업 및 기관을 대상으로 대량 구매를 주로 진행합니다.
3.중국 자본 유입후 전자 상거래의 온라인 판매 채널은 Tmall, JD, Tiktok, 소프트웨어 스토어 및 Dewu 등의 온라인 플랫폼을 주도로 하며, 항상 Tmall 축구 판매 성과에서 상위 3위 안에 들어 있습니다.
4.소매사업 운영 모델: 현재 KELME은 전국에 100여개 이상의 브랜드 직영 매장과 300여개 이상의 프랜차이즈 매장을 보유하고 있으며, 2024년 말까지 500개 이상의 브랜드 이미지 매장이 예상됩니다.
5.KELME은 창립 이후에 브랜드 구축, 시장 홍보 및 매장 건설에 1억 위안 이상을 투자해왔습니다. 2019년에는 KELME 브랜드의 중국 내 직영 매장이 300여개 이상이 되었으며, 중국의 모든 1, 2, 3선 도시를 커버하며 연간 소매 매출은 10억 위안에 달합니다.
Development History :
- 1960년 스페인의 신발 수도인 엘체에서 태어났습니다.
- 1973년, KELME 브랜드의 영광로운 개발 과정은 퀼레스 형제 두 명의 손에 의해 진행되었습니다.
- 1977년, KELME 브랜드는 스페인에서 공식적으로 탄생했습니다. 곰 발톱 디자인 컨셉을 기반으로 한 로고는 끊임없이 전진하고 오르려는 기상을 상징합니다. 발톱 자국은 어디든지 발자국을 남기는 태도를 상징하며, 브랜드 슬로건은 '자신의 흔적을 남기다'(LEAVE YOUR MARK) 입니다.
- 1979년, KELME BYCICLE TEAM 창단
- 1982년, 첫 번째 전문 축구화를 성공적으로 개발했습니다. 1980년대부터 KELME는 세계적인 최고의 선수들을 포함한 선수들에게 전문 축구화를 제공해 왔습니다. 이에는 레알 마드리드의 스타 미셸 곤잘레스, 발렌시아의 스타 가이스카 멘데타, 바르셀로나의 전설적인 골키퍼 수비아레타, 클래식한 수비수 미겔, 그리고 인터 밀란의 전설 이반 삼로아노가 포함되어 있습니다
- 1990년, KELME 대변인 요르디 비야칸파가 남자 농구 월드컵에서 스페인 국가대표팀을 대표했습니다. 유벤투드 데 바닐로나의 유명한 농구 선수는 당시 KELME가 처음으로 출시한 전문 농구화인 KELME 배틀십 농구화를 신고 스페인 농구컵을 차지했습니다.
- 1992년, 바르셀로나 올림픽에서 KELME는 스페인 대표팀의 복장을 후원했습니다. 스페인 올림픽 위원회는 바르셀로나 올림픽에서 스페인 팀과 의 협력과 기여를 인정하여 KELME에게 'SPORTS VALUE' 메달을 수여했습니다.
- 1994년, 레알 마드리드 축구 클럽과 공식스폰서십 체결(5시즌)
- 1995년, 레알 마드리드는 95-96 시즌에 챔피언십을 차지했습니다.
- 1997년, 레알 마드리드는 96-97 시즌에 리그 챔피언십과 수퍼컵 챔피언십을 차지했습니다.
- 1998년, 레알 마드리드는 일곱 번째 유럽컵과 인터콘티넨탈컵을 차지했습니다.
- 2010년, 스페인 실내 풋살 리그의 공식 스폰서가 되었습니다.
- 2012년, La Liga의 레반테 축구 클럽의 공식 스폰서가 되었습니다.
- 2013년, La Liga 엘체 축구 클럽의 공식 스폰서가 되었습니다.
- 2014년 6월, KELME 브랜드가 중국에 공식적으로 진출했습니다. Jinjiang Yuanxiang Clothing and Weaving Co., Ltd.는 KELME 중국 브랜드의 소유권을 획득하고 KELME의 중국 진출을 시작했습니다.
- 2015년, 중국 축구 분야에서 중국 A리그, 중국 B리그, 여자 슈퍼리그, 아마추어, 청소년, 캠퍼스, 그리고 유치원 축구와 같은 여러 분야를 포함합니다. 또한 전국적으로 여러 지방 및 시 축구 협회들과 전략적 협력을 이루어 중국 축구 협회의 거의 50%를 차지하고 있습니다.
- 2018년, 유럽의 5대 리그에 진출하며 Spaniard, Alves, Barecano, and Wescada를 포함 여러 La Liga 팀에 스폰서가 되어 기업의 유럽 풍경을 창조했습니다.
- 2019년 11월 21일부터 12월 1일까지,2019 FIFA 월드컵의 네이밍 스폰서로 참가하여 16개의 남자팀과 8개의 여자팀이 세계 대학 축구의 최고 영예를 놓고 경쟁하는 행사에 참여했습니다.
- 2019년, 제7회 세계 군인 게임의 스포츠 의류 파트너가 되어 달리기 선수들, 자원봉사자, 스태프, 그리고 기술 관리자들에게 의류 및 장비 지원을 제공했습니다.
- 2019 FIBA 월드컵에서 터키 국가대표팀과 아이보리 코스트 국가대표팀을 후원하여 큰 관심을 끌었습니다. 2020년에는 터키 국가대표팀과 함께 2020 도쿄 올림픽과 2021 유럽 남자 농구 선수권 대회를 후원했습니다.
- 2021년, 아시아축구연맹 (AFC) 행사의 공식 글로벌 스폰서가 되었습니다. 2021년 8월, KELME는 AFC와의 전략적 파트너십에 구축, 월드컵 아시안 예선, 2022 여자 축구 아시안컵, U23 아시안컵 및 2023 아시안컵과 같은 일련의 행사들의 성공적인 개최를 지원했습니다.
- 2021년, 중국 테니스 투어의 공식 장비 스폰서로 두 시즌연속 협업했습니다. KELME는 테니스 산업에서 오랜 역사와 유산을 갖고 있으며, 대표적으로는 마르티네즈를 월드런던 오픈 챔피언으로 만들어 스페인 선수 중 최초로 윔블던 오픈 챔피언에 올린 데 기여했습니다.
- 2022년, AFC 여자 축구 아시안컵의 공식 글로벌 스폰서로서 KELME이 선정되었습니다.
- 2023년 3월, KELME는 보스니아 헤르체고비나 축구 협회의 새로운 파트너가 되어 유로피언컵 예선에서 보스니아 헤르체고비나 국가대표팀을 지원.

## 스폰서
2005년 비앤제이가 라이선스 계약을 체결해 경남 FC, 전남 드래곤즈, 대전 시티즌, 대구 FC, 안산 그리너스 FC, 인천 전자랜드 엘리펀츠를 후원했다. 2017년을 끝으로 라이선스 계약이 종료되어 당시 비앤제이의 후원을 받아 켈미 유니폼을 입던 대구 FC와 안산 그리너스 FC는 2018년부터 비앤제이가 새로 런칭한 브랜드 더 함프의 유니폼을 입게 됐다.
2018년부터 조마 국내 라이선스를 보유한 피파스포츠가 라이선스를 받아 생산 및 판매한다. 현재 김천 상무, 광주 FC[1], 부천 FC 1995, 의정부 KB손해보험 스타즈, 김천 한국도로공사 하이패스를 후원하며, 과거 2018 자카르타·팔렘방 아시안 게임 e스포츠 종목 리그 오브 레전드 국가대표팀 #, 부산 kt 소닉붐, 용인 삼성생명 블루밍스, 대전 삼성화재 블루팡스, 서울 우리카드 위비를 후원했다.

### 축구

#### 국가대표팀
- 네팔
- 몰디브

#### 클럽
AFC
- 김천 상무 FC (2019 ~ 현재)
- 부천 FC 1995 (2022 ~ 현재)
- 화성 FC (현재 ~ )
- 경남 FC (2010 ~ 2011)
- 전남 드래곤즈 (2012 ~ 2015)
- 대전 하나 시티즌 (2014 ~ 2016)
- 대구 FC (2015 ~ 2017)
- 안산 그리너스 FC (2017)
- 광주 FC (2019 ~ 2024)

UEFA
- 레알 마드리드 CF (1994 ~ 1998)
- 왓퍼드 FC

### 농구

#### 클럽
- 울산 모비스 피버스

### 배구

#### 클럽
남자
- 의정부 KB손해보험 스타즈

여자
- 김천 한국도로공사 하이패스